# FC Fraserburgh

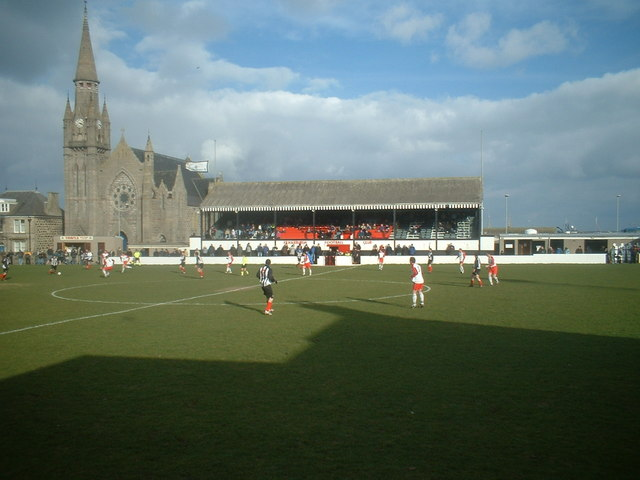
Bellslea Park

Der FC Fraserburgh (offiziell: Fraserburgh Football Club) ist ein schottischer Fußballverein aus Fraserburgh, Aberdeenshire. Aktuell (Stand 2021) spielt er in der Highland Football League. Der Club hat den Spitznamen The Broch, der sich vom schottisch-gälischen Namen der Stadt A' Bhruaich ableitet. Der Verein trägt seine Heimspiele im 3.000 Plätze umfassenden Bellslea Park aus.

## Geschichte
Der Verein wurde im Jahr 1910 gegründet und spielt seit dieser Zeit im Bellslea Park. Bereits im Jahr 1909 entschlossen sich einige Einwohner der Stadt, einen Fußballverein zu gründen. Unterstützt wurden sie dabei von den beiden Brüdern Henry und Wilf Low. Henry, der beim AFC Sunderland spielte, und sein Bruder Wilf, der bei Newcastle United spielte und 1910 den englischen FA Cup gewinnen konnte, hatten an der Gründung maßgeblichen Anteil. Die Vereinsfarben schwarz und weiß in Streifen sind eine Anlehnung an Newcastle United, der ebenso wie der FC Fraserburgh aus einer Hafenstadt kommt.

## Erfolge
- Highland Football League: 
  - 1933, 1938, 2002
- Highland Football League Cup: 
  - 1959, 2006
- Aberdeenshire Cup: 
  - 1911, 1938, 1956, 1964, 1973, 1976, 1997, 2013, 2015, 2016
- Aberdeenshire Shield: 
  - 1992, 1994, 1996, 1997, 2000, 2012, 2016
- Aberdeenshire League: 
  - 1995, 1996, 1998